# Сонино (Тульская область)
Сонино  — деревня в Заокском районе Тульской области в 11 км южнее посёлка Заокский. Входит в Демидовское сельское поселение.

## География
В 2,8 км южнее деревни протекает река Выпрейка, у самой же деревни находится несколько водоемов. В 7 км на восток от деревни проходит автотрасса Крым.

## История
В 1857 году деревня входила в Покровскую волость Алексинского уезда Тульской губернии. В 1915-16 годах деревня имела 2 двора, население составляло 8 мужчин и 9 женщин.

## Экология
У деревни располагается Нечаевское лесничество, где в 2008 году производилась незаконная вырубка леса.